# Henderson (Carolina del Nord)
Henderson és una població dels Estats Units i seu del comtat de Vance a l'estat de Carolina del Nord. Segons el cens del 2000 tenia 16.095 habitants.

## Demografia
Segons el cens del 2000, Henderson tenia 16.095 habitants, 6.332 habitatges i 4.122 famílies. La densitat de població era de 754,2 habitants per km².
Dels 6.332 habitatges en un 31,3% hi vivien nens de menys de 18 anys, en un 34,1% hi vivien parelles casades, en un 26,7% dones solteres, i en un 34,9% no eren unitats familiars. En el 30,7% dels habitatges hi vivien persones soles el 14,4% de les quals corresponia a persones de 65 anys o més que vivien soles. El nombre mitjà de persones vivint en cada habitatge era de 2,47 i el nombre mitjà de persones que vivien en cada família era de 3,05.
Per edats la població es repartia de la següent manera: un 27,4% tenia menys de 18 anys, un 8,9% entre 18 i 24, un 26,8% entre 25 i 44, un 20,6% de 45 a 60 i un 16,4% 65 anys o més.
L'edat mediana era de 36 anys. Per cada 100 dones de 18 o més anys hi havia 75,5 homes.
La renda mediana per habitatge era de 23.745 $ i la renda mediana per família de 30.222 $. Els homes tenien una renda mediana de 26.804 $ mentre que les dones 19.910 $. La renda per capita de la població era de 15.130 $. Entorn del 23,4% de les famílies i el 28,3% de la població estaven per davall del llindar de pobresa.

## Poblacions més properes
El següent diagrama mostra les poblacions més properes.